# Cernotina cacha
Cernotina cacha är en nattsländeart som beskrevs av Oliver S. Flint Jr. 1971. Cernotina cacha ingår i släktet Cernotina och familjen fångstnätnattsländor. Inga underarter finns listade i Catalogue of Life.